# Mary (roman)
Mary är en roman av  Aris Fioretos utgiven 2015.
Romanen skildrar ett studentuppror i en militärdiktatur 1973 och den gravida huvudpersonen, 23-åriga Mary, som tillfångatas av säkerhetstjänsten och skickas till en fängelseö. Romanen hyllades av kritikerkåren och nominerades till bland annat Augustpriset. 2016 tilldelades Aris Fioretos Sveriges Radios Romanpris för romanen med motiveringen "För Mary, en roman som genom ett starkt och berörande språk skildrar kontrasten mellan systemets förtryck och den enskilda människans styrka och känslighet".